# 王郅隆
王郅隆（1868年—1923年），字祝三，直隶省天津县大沽人，清朝及中华民国商人、政治人物。

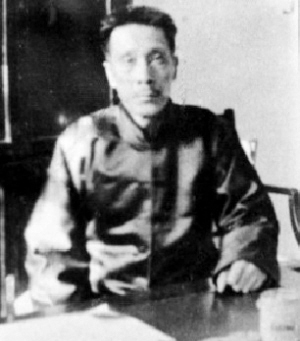

## 生平
王郅隆少年时，进入粮行学徒，后来任外柜。此后，王郅隆从事粮商、木商的“跑合”（相当于业务员）生意，其后开办了元庆木行，并赚了很多钱。清朝末年，王郅隆捐得候补道衔，历任黑龙江省、湖北省、安徽省等省盐务榷运局总办。
1915年，王郅隆准备兴办纺织公司，起名“裕亨”，但由于英国不履行已经签订的引进纺织机的合同，故未能开工。其后，王郅隆力劝段祺瑞、倪嗣冲等人投资工业。他还亲赴上海，向申新纱厂资东、“面纱大王”荣宗敬请教办厂的方法。1916年9月，英斂之將《大公報》售予股東之一的王郅隆。1916年10月，王郅隆全面接收《大公報》。1916年，他在小刘庄购入262亩土地，1917年8月建成了裕元纱厂，定名为“裕元纺织股份有限公司”。公司董事会由段祺瑞、倪嗣冲、徐树铮等人组成。王郅隆、倪嗣冲等数人投资了200万元。1918年4月，纱厂建成并投产，纱锭7.5万枚，为当时天津资本最多、纱锭最多、获利最厚的纱厂，王郅隆担任总经理。
1923年，王郅隆等人赴日本大仓洋行洽谈借款事宜，遭遇关东大地震身亡。此后，裕元纱厂由于经营不善，被日商大仓洋行吞并，1936年又被转卖给日商钟渊公大实业株式会社，裕元纱厂乃告结束。
1926年，裕元纱厂为了纪念创建人王郅隆，制作了《故总理王公祝三纪念碑》，树立在厂内。该碑由杭县朱是撰文，铜山张伯英书写，北京琉璃厂李月庭刻石。该碑直到1963年前后仍然树立在天津棉纺二厂（由裕元纱厂演变而来）厂区内，后来被埋入地下，2006年天津棉纺二厂拆迁时被挖掘出土，迁至位于空港物流加工区的天津高新纺织工业园内。